# رضوان شهر
رضوان شهر (بالفارسية: رضوان‌شهر (گیلان)) هي منطقة سكنية تقع في إيران في البلدة المركزية. يقدر عدد سكانها بـ 12,355 نسمة .